# Carlos Vega Mena
Carlos Rafael Vega Mena (Santiago, Chile, 12 de abril de 1973) es un exfutbolista y  entrenador chileno. Jugaba como  delantero.

## Trayectoria

### Como jugador
Tuvo una carrera de futbolista profesional que abarcó 14 años en equipos de su país natal, Suiza, México, Colombia, Indonesia y Australia.
Comenzó su carrera jugando en Magallanes, siendo cedido a Municipal Talagante para disputar el campeonato de Tercera División de 1994.En 1995 con el conjunto carabalero obtuvo el título de Tercera División, marcando dos goles en el partido final ante General Velásquez.En 1996 tuvo pasos por el FC Gossau suizo y el Real Zacatecas mexicano, en donde fue goleador y figura. Rechazó una renovación de contrato luego de un llamado de Jorge Vergara, siendo fichado por Colo-Colo de la Primera División de Chile. 
Tras ser presentado como refuerzo en la Noche Alba, al día siguiente el entrenador Gustavo Benítez le comunicó que no entraba en sus planes, por lo que fue cedido a Deportes Puerto Montt de la misma divisional. Tras no lograr regularidad debido a una lesión, el segundo semestre de 1997 fue cedido a Ñublense de la Primera B chilena.
La siguiente temporada defendió los colores del Deportes Tolima colombiano,regresando en 1999 a Chile para jugar por O'Higgins, en donde coincidió con Sergio Villegas, quien había sido su compañero en Colo-Colo y Deportes Puerto Montt.
En 2001 nuevamente se trasladó al extranjero y jugó para el Persema Malang indonesio, donde coincidió con su compatriota Jimmy Rojas.Su último club fue el Sorrento FC de la National Premier Leagues en 2004.

### Como entrenador
En 2003 estudió en el INAF de su país natal donde se título como entrenador de fútbol, comenzando su carrera al año siguiente cuando emigró hacia Australia.
Entrenando tanto a las divisiones inferiores como a primer equipo masculino y femenino, dirigió a Sorrento FC, Chile Nuevo, Ellenbrook United y Perth Saints, antes de entrenar al Northern Redbacks, tanto a nivel juvenil como senior entre 2019 y 2021. 
En 2021 se incorporó al Perth RedStar.

## Clubes
| Club                             | País      | Año       |
| -------------------------------- | --------- | --------- |
| Magallanes                       | Chile     | 1992-1995 |
| → Municipal Talagante (cedido)   | Chile     | 1994      |
| FC Gossau                        | Suiza     | 1996      |
| Real Zacatecas                   | México    | 1996      |
| Colo-Colo                        | Chile     | 1997      |
| → Deportes Puerto Montt (cedido) | Chile     | 1997      |
| → Ñublense (cedido)              | Chile     | 1997      |
| Deportes Tolima                  | Colombia  | 1998      |
| O'Higgins                        | Chile     | 1999      |
| Malang United F.C.               | Indonesia | 2001      |
| Sorrento FC                      | Australia | 2004      |

## Palmarés

### Campeonatos nacionales
| Título             | Equipo     | País  | Año  |
| ------------------ | ---------- | ----- | ---- |
| Tercera División A | Magallanes | Chile | 1995 |

## Vida personal
En Australia, también trabajó como trader individual hasta 2019.
Su hija, Natalia, ha jugado al fútbol tanto para los Perth Saints Boys sub-13 como para Northern Redbacks sub-16.